# Reba: Duets
Reba: Duets è il ventiquattresimo album in studio della cantante country statunitense Reba McEntire, pubblicato nel 2007.

## Tracce
1. When You Love Someone Like That (con LeAnn Rimes) – 4:39
2. Does the Wind Still Blow in Oklahoma (con Ronnie Dunn) – 4:37
3. Because of You (con Kelly Clarkson) – 3:43
4. Faith in Love (con Rascal Flatts) – 3:47
5. She Can't Save Him (con Trisha Yearwood) – 3:02
6. Everyday People (con Carole King) – 3:34
7. Every Other Weekend (con Kenny Chesney) – 4:03
8. These Broken Hearts (con Vince Gill) – 4:25
9. Sleeping with the Telephone (con Faith Hill) – 3:33
10. The Only Promise That Remains (con Justin Timberlake) – 5:06
11. Break Each Other's Hearts Again (con Don Henley) – 3:38

## Classifiche
| Classifica (2007) | Posizione raggiunta |
| ----------------- | ------------------- |
| Canada            | 4                   |
| Stati Uniti       | 1                   |